# Heinrich Wallenrodt
Heinrich Wallenrodt (Walrad) – major od 1651, oberszter rajtarii polskiej w latach 1652–1655, później w służbie brandenburskiej.
W czasie wojny polsko-rosyjskiej 1654-1667 regiment rajtarii Heinricha Wallenrodta wchodził w skład posiłkowego korpusu wojsk koronnych na terenie Wielkiego Księstwa Litewskiego. 